# Cophixalus

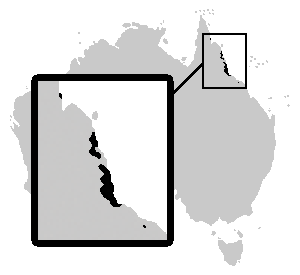
Vorkommen von Cophixalus-Arten im Nordosten Australiens, das Hauptverbreitungsgebiet liegt jedoch in Neuguinea

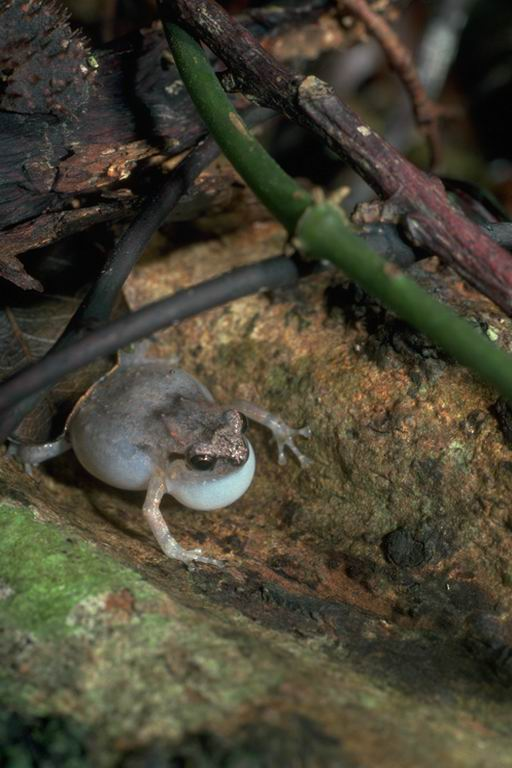
Cophixalus ornatus mit aufgeblasenem Kehlsack

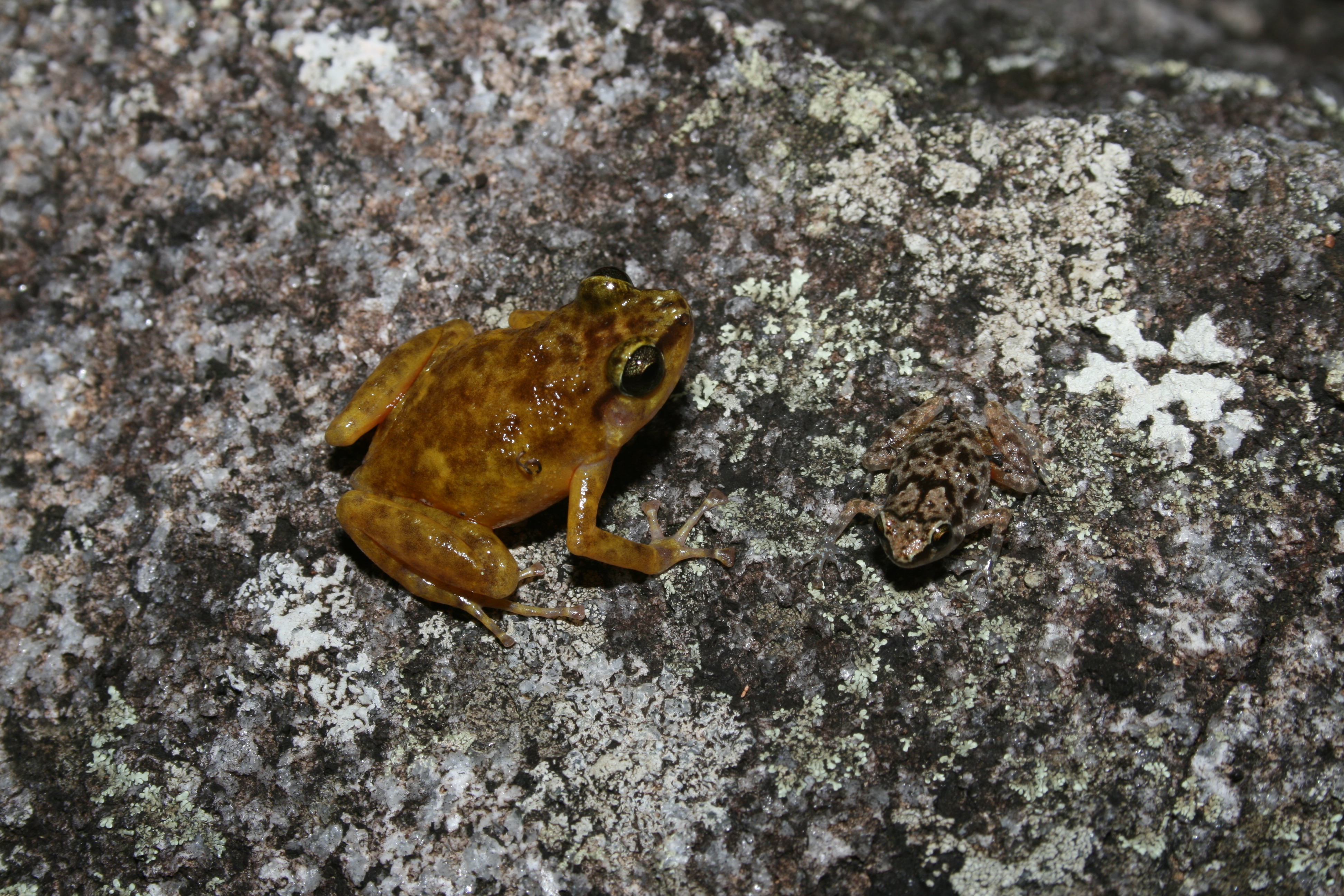
Männchen und Jungtier von Cophixalus saxatilis

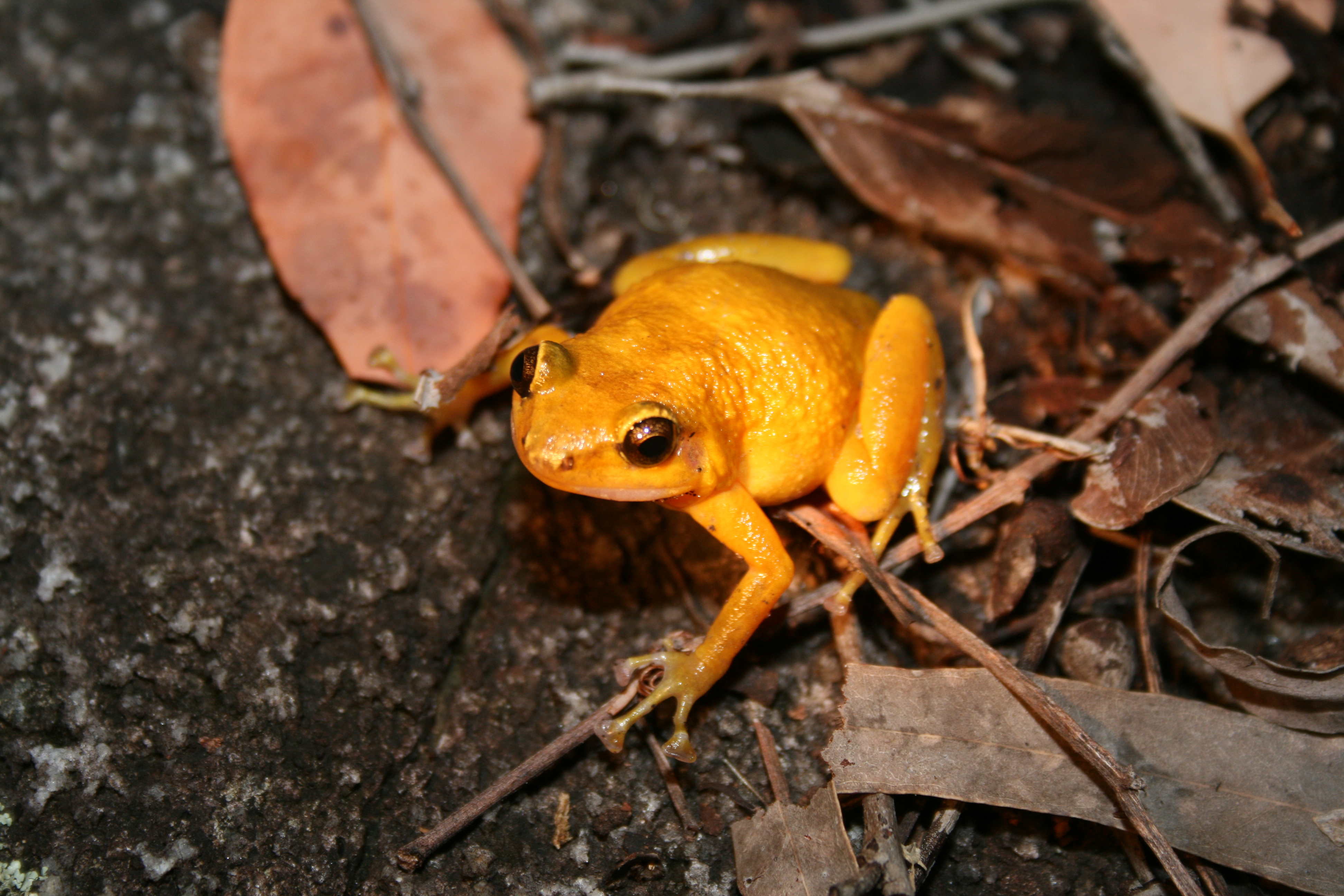
Weibchen von Cophixalus saxatilis

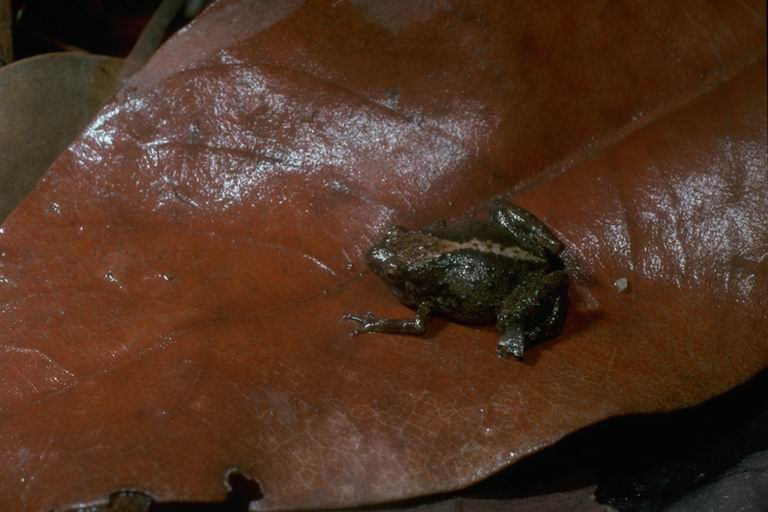
Cophixalus infacetus

Cophixalus ist eine Gattung der Froschlurche aus der Unterfamilie der Papua-Engmaulfrösche (Asterophryinae) innerhalb der Familie der Engmaulfrösche. Ihr Verbreitungsgebiet erstreckt sich vom Nordosten Australiens über Papua-Neuguinea bis in den indonesischen Teil Neuguineas. Mit 65 Arten ist sie die größte Gattung der Papua-Engmaulfrösche.

## Merkmale
Viele Arten der Gattung Cophixalus gehören zu den kleinsten Wirbeltieren weltweit. Einige Exemplare erreichen auch im adulten Lebensabschnitt nur eine Kopf-Rumpf-Länge von 1,4 bis 1,5 Zentimetern bei Männchen, z. B. mehrere Arten aus Neuguinea wie Cophixalus tridactylus und aus Australien wie Cophixalus crepitans. Die Weibchen werden geringfügig größer. Der größte Frosch dieser Gattung ist Cophixalus riparius mit einer Kopf-Rumpf-Länge von maximal 5 Zentimetern.
Viele Skelettelemente sind verkümmert oder fehlen. In seiner Erstbeschreibung der Gattung gab Oskar Boettger 1892 das Fehlen eines Omosternums und der Procoracoide einschließlich der Schlüsselbeine als Hauptmerkmale an. Zahlreiche Arten, die dieser Beschreibung entsprachen, wurden im 20. Jahrhundert in die Gattung Cophixalus gestellt. Bei einigen Arten sind die Daumen vollständig reduziert, so dass an den Vordergliedmaßen nur drei Finger sichtbar sind.
Da die Variabilität der meisten Merkmale und der Lebensweise innerhalb der Gattung sehr groß sind, wird davon ausgegangen, dass die Gruppe nicht monophyletisch ist.

## Vorkommen
Das Verbreitungsgebiet reicht von den Wet Tropics of Queensland im Nordosten Australiens (19 Arten) bis in die Regenwälder Neuguineas (45 Arten, hauptsächlich im Ostteil der Hauptinsel) und auf die Molukkeninsel Halmahera (Cophixalus montanus). Die Frösche leben hauptsächlich auf dem Boden oder in niedriger Höhe auf Büschen und Bäumen in der Nähe von Flüssen und Bächen. Ihre Larvalentwicklung erfolgt vollständig im Ei.

## Systematik und Taxonomie
Oskar Boettger beschrieb 1892 die neue Gattung Cophixalus anhand einer Froschart, die in der Kolonie Kaiser-Wilhelms-Land auf Neuguinea gefunden worden war, und die er nach ihren Entdeckern, den Gebrüdern Geisler, Cophixalus geislerorum nannte. Als Hauptmerkmale gab Boettger das Fehlen des Omosternums und der Procoracoide einschließlich der Schlüsselbeine an.
1980 stellte sich bei einer Überprüfung des von Boettger beschriebenen Holotypus im Senckenberg Naturmuseum heraus, dass das Exemplar bei einer Sektion beschädigt worden war. Untersuchungen anderer, von den Gebrüdern Geisler an der Typuslokalität gefangener Exemplare der gleichen Art aus dem Naturhistorischen Museum in Wien ergaben, dass diese Frösche durchaus über kleine Schlüsselbeine und knorpelige Procoracoide verfügen. Diese Merkmale klassifizieren die Art jedoch in die Gattung Oreophryne, die im Jahre 1895 ebenfalls von Boettger beschrieben worden war. Wegen der Prioritätsregel wäre Cophixalus geislerorum dadurch zur Typusart der Gattung Oreophryne geworden, deren Arten folglich alle den Gattungsnamen Cophixalus hätten tragen müssen. Für die früheren Cophixalus-Arten hätte nach den Regeln des ICZN ein neuer Name gefunden werden müssen. Das Plenum der International Commission on Zoological Nomenclature beschloss auf Antrag von Menzies und Anderen, dass Cophixalus geislerorum zwar in die Gattung Oreophryne überstellt werden, aber keine Namensänderung dieser Gruppe erfolgen sollte. Für Cophixalus wurde eine neue Typusart designiert, es ist dies Cophixalus verrucosus (Boulenger, 1898).

## Arten
Die Gattung Cophixalus umfasst 71 Arten.
Stand: 14. Juli 2023
- Cophixalus aenigma Hoskin, 2004
- Cophixalus albolineatus Kraus, 2012
- Cophixalus amabilis Kraus, 2012
- Cophixalus ateles (Boulenger, 1898)
- Cophixalus australis Hoskin, 2012
- Cophixalus balbus Günther, 2003
- Cophixalus bewaniensis Kraus & Allison, 2000
- Cophixalus biroi (Méhely, 1901)
- Cophixalus bombiens Zweifel, 1985
- Cophixalus brevidigitus Günther & Richards, 2021
- Cophixalus cateae Richards & Günther, 2019[9]
- Cophixalus caverniphilus Kraus & Allison, 2009
- Cophixalus cheesmanae Parker, 1934
- Cophixalus clapporum Kraus, 2012
- Cophixalus concinnus Tyler, 1979
- Cophixalus crepitans Zweifel, 1985
- Cophixalus cryptotympanum Zweifel, 1956
- Cophixalus cupricarenus Kraus & Allison, 2009
- Cophixalus daymani Zweifel, 1956
- Cophixalus desticans Kraus & Allison, 2009
- Cophixalus exiguus Zweifel & Parker, 1969
- Cophixalus hannahae Richards & Günther, 2019[9]
- Cophixalus hinchinbrookensis Hoskin, 2012
- Cophixalus hosmeri Zweifel, 1985
- Cophixalus humicola Günther, 2006
- Cophixalus infacetus Zweifel, 1985
- Cophixalus interruptus Kraus & Allison, 2009
- Cophixalus iovaorum Kraus 6 Allison, 2009
- Cophixalus kaindiensis Zweifel, 1979
- Cophixalus kethuk Kraus & Allison, 2009
- Cophixalus kulakula Hoskin & Aland, 2011
- Cophixalus linnaeus Kraus & Allison, 2009
- Cophixalus mcdonaldi Zweifel, 1985
- Cophixalus melanogenys Günther &Richards, 2021
- Cophixalus melanops Kraus & Allison, 2009
- Cophixalus misimae Richards & Oliver, 2007
- Cophixalus monosyllabus Günther, 2010
- Cophixalus montanus (Boettger, 1895)
- Cophixalus monticola Richards, Dennis, Trenerry & Werren, 1994
- Cophixalus neglectus Zweifel, 1962
- Cophixalus nexipus Kraus, 2012
- Cophixalus nubicola Zweifel, 1962
- Cophixalus ornatus (Fry, 1912)
- Cophixalus pakayakulangun Hoskin & Aland, 2011
- Cophixalus parkeri Loveridge, 1948
- Cophixalus peninsularis Zweifel, 1985
- Cophixalus petrophilus Hoskin, 2013
- Cophixalus phaeobalius Kraus & Allison, 2009
- Cophixalus pictus Kraus, 2012
- Cophixalus pipilans Zweifel, 1980
- Cophixalus pulchellus Kraus & Allison, 2000
- Cophixalus pusillus Günther & Richards, 2021
- Cophixalus rajampatensis Günther, Richards, Tjaturadi & Krey, 2015[6]
- Cophixalus riparius Zweifel, 1962
- Cophixalus salawatiensis Günther, Richards, Tjaturadi & Krey, 2015[6]
- Cophixalus saxatilis Zweifel & Parker, 1977
- Cophixalus shellyi Zweifel, 1956
- Cophixalus sphagnicola Zweifel & Allison, 1982
- Cophixalus tagulensis Zweifel, 1963
- Cophixalus tenuidactylus Günther & Richards, 2012
- Cophixalus tetzlaffi Günther, 2003
- Cophixalus timidus Kraus & Allison, 2006
- Cophixalus tomaiodactylus Kraus & Allison, 2009
- Cophixalus tridactylus Günther, 2006[2]
- Cophixalus variabilis Kraus & Allison, 2006
- Cophixalus verecundus Zweifel & Parker, 1989
- Cophixalus verrucosus (Boulenger, 1898)
- Cophixalus viridis Günther, Richards & Dahl, 2014[10]
- Cophixalus wempi Richards & Oliver, 2010
- Cophixalus zweifeli Davies & McDonald, 1998